# Barsz
A Barsz török eredetű férfinév, jelentése: párduc.

## Gyakorisága
Az 1990-es években szórványosan fordult elő, a 2000-es években nem szerepel a 100 leggyakoribb férfinév között.

## Névnapok
- január 30.[2]
- július 28.[2]